# 屠垚
屠垚（1475年—1558年），字文治，号省斋。浙江嘉興府平湖縣人，軍籍，明朝政治人物。

## 生平
弘治十四年（1501年）辛酉科浙江鄉試第五十四名。弘治十八年（1505年）乙丑科三甲164名進士。授常州府推官，六年十二月擢云南道监察御史，以养親改南京江西道試御史，八年五月實授，尋丁内外艰，服除，补北道御史，奉差南京等衙门刷卷。明武宗南巡，屠垚上疏谏止，不报。十五年巡按广西时，有赈灾肃匪之功。嘉靖二年（1523年）升山东按察副使，提督屯田水利兼督粮运。嘉靖五年正月考察致仕，卒祀乡贤祠。

## 家族
出身平湖屠氏。曾祖父屠湘，贈刑部右侍郎；祖父屠禎，贈武昌府推官；父屠熙，稱三一公，太平府同知，進階朝議大夫。母陸氏（封孺人）。具庆下。兄屠奎，工部主事；屠垔；屠壆；屠圭；屠垕。弟屠口；屠堂；屠應塤，监生；屠壂。